# Населённые пункты, вошедшие в состав Казани
Населённые пункты, вошедшие в состав Казани — перечень населённых пунктов, существовавших на территории современной Казани и не являющиеся географическими объектами (или административно-территориальными единицами) административного деления Казани.

## История
Исторически в состав Казани входили пригороды и слободы, не всегда имевшие статус населённого пункта.
В советское и постсоветское время в состав города-агломерации входили селения Зеленодольского, Высокогорского, Пестречинского, Лаишевского районов.
Список таких населённых пунктов приводит издание Института татарской энциклопедии и регионоведения Академии наук Республики Татарстан: Аметьево, Большие Дербышки, Большие Отары, Борисково, Борисоглебское, посёлок Борисоглебское, село Бутырки, Воровского, Горки, Займище, Калининский, Караваево, Красная Горка, Кукушкино, Малые Отары, Новое Победилово, Поповка, Рабочий, Савиново, Салмачи (Салмачы), Сухая Река, Царицыно, Чингиз, Юдино.
После проведения муниципальной реформы населённые пункты входили в городской округ Казань.

## Топонимия
При включении в городскую черту топоним (название упразднённого населённого пункта или местности) может сохраняться в названии микрорайона, жилмассива, остановки общественного транспорта.
После вхождения населённого пункта в черту города его уличная сеть включается в общегородскую, что приводит, при необходимости, переименование урбанонимов.

## Хронология
В 1998 году включены населённые пункты Высокогорского (14 штук) и Лаишевского (1) районов: Вознесенское, Малые Дербышки, Щербаково, Аки, Борисоглебское, Большие Дербышки, Большие Клыки, Кадышево, Киндери, Кульсеитово, Малые Клыки, Голубое Озеро, Новая Сосновка, посёлок санатория «Крутушка», Петровский.
В 2001 году включены село Салмачи и деревня Вишнёвка Салмачинского местного самоуправления Пестречинского района.